# KToon
TupiTube, anteriormente llamado KTooN es una aplicación informática para el diseño y creación de animaciones 2D inspirada por animadores para animadores. Esta herramienta, desarrollada bajo las dinámicas de una comunidad abierta, se encuentra cubierta por los términos de la licencia  GPLv3, es decir, que se trata de Software Libre.

## Historia
Este proyecto nace en Cali (Colombia), en el año 2002, como una iniciativa de dos jóvenes emprendedores miembros de las empresas Toonka Films y Soluciones Kazak, en busca de crear una herramienta de software que incentivara la evolución de la incipiente industria de la animación 2D a nivel latinoamericano, en ese momento. En función de este objetivo, se determina desde el inicio que la aplicación será de carácter libre y compatible con la mayor cantidad de sistemas operativos, dando prioridad a plataformas libres como GNU Linux.

Durante esta primera fase de planificación, se escoge el nombre de "KTooN"  para la herramienta, se realiza el diseño de las primeras interfaces del programa y se escoge Qt como el lenguaje de programación para la creación del software.
En ese mismo año, el proyecto es presentado a una convocatoria de Colciencias, entidad pública del estado colombiano orientada a temas de ciencia y tecnología, la cual aprueba la propuesta y subsidia su primer año de desarrollo, a partir de un equipo de trabajo conformado por dos equipos de trabajo: un grupo de Ingenieros (dos programadores y un asesor) y un grupo de Animadores (un director de animación, dos animadores enfocados a pruebas y un productor). Como resultado de este primer ciclo de desarrollo, se realiza la publicación del sitio web del proyecto (en ese entonces http://ktoon.toonka.com) y el lanzamiento de la primera versión de la aplicación: 0.7
En busca de nuevos recursos, en el año 2003, el proyecto se presenta en una convocatoria del  Sena, otra entidad pública colombiana dedicada al tema de la educación superior, la cual avala la propuesta y facilita el financiamiento de un año más de desarrollo para KTooN. Con un equipo de programadores similar al del primer ciclo, se realiza la publicación de la versión 0.8 del software y el proyecto comienza a hacerse popular entre usuarios de la comunidad mundial de Software Libre.
Debido a problemas de presupuesto y a la imposibilidad de conseguir nuevos recursos de financiamiento, el proyecto es abandonado por cerca de tres años, hasta que sus fundadores en el año 2009, desde otra iniciativa de emprendimiento denominada Labtoon SAS (enlace roto disponible en Internet Archive; véase el historial, la primera versión y la última)., deciden retomar el proyecto con la firme intención de llevar este software a la madurez. A mediados del año 2010 se realiza el anuncio del relanzamiento del proyecto en Internet, esta vez desde el dominio http://www.ktoon.net y liberando la versión 0.9a del programa, con un rediseño de la interfaz y un modelo de desarrollo mucho más orientado hacia la comunidad de usuarios a través de sus foros y de su herramienta de gestión de errores. Adicionalmente, el nuevo modelo de desarrollo incluye una liberación semanal del código del software con las últimas modificaciones.

El modelo de financiamiento del proyecto a partir de este tercer ciclo se basa en la búsqueda de recursos privados o gubernamentales alineados al tema de innovación y desarrollo, paralelo al apoyo de donaciones enviadas por la comunidad de usuarios de todo el mundo a través de Internet.

## Características
El eje principal de esta herramienta de software, desde su primer ciclo, ha sido facilitar la experiencia de usuario a partir del diseño de su interfaz gráfica. En ese orden de ideas, la característica más representativa de KTooN, teniendo en cuenta el objetivo del software es su interfaz intuitiva, la cual permite inducir a un niño en el mundo de la animación con un ejercicio simple, en no más de 5 pasos.
Sin embargo, el programa hasta la primera versión de la rama 0.9, solo ofrece de manera estable las siguientes funcionalidades:
- Interfaz modular y amigable
- Módulos de Animación y Previsualización
- Herramientas básicas de ilustración vectorial (aún beta)
- Línea de Tiempo y Tabla de exposición (aún beta)
- Opción de importar imágenes dentro de la animación (útil para la creación de animaciones de Stop Motion)
- Opción de exportar animaciones en formatos OGV, AVI, MPEG, SWF o como arreglo de imágenes en formato PNG

## Metas
Aunque las expectativas de servir como herramienta de inducción para animadores novatos se vienen cumpliendo desde las
primeras versiones, el equipo de desarrollo espera lograr de manera paulatina y a mediano plazo, un nivel cercano al profesional
que permita que KTooN sea utilizado para hacer proyectos profesionales de animación.

Dentro de las funcionalidades que forman parte de la ruta de desarrollo del programa se encuentran:
- Tweening
- Partículas
- Soporte de Sonido
- Biblioteca de Objetos prediseñados
- Soporte de Huesos (Bones), Pivotes y Keyframes
- Y Morphing entre otras.